# Llista d'estacions fantasma de Barcelona
Són diverses les estacions de ferrocarril i metro que han deixat de prestar el servei que feien, algunes van tancar i foren destruïdes posteriorment i d'altres encara es troben al lloc on foren construïdes.

## Ferrocarril convencional
| Nom                                               | Línia                            | Observacions |
| ------------------------------------------------- | -------------------------------- | --- |
| Estació terminal                                  | Línia de Granollers              | Terminal, entre la Duana i el Jardí del General, on actualment hi ha l'Estació de França.                                           |
| Estació d'Horta (FBG)                             | Línia de Granollers              | |
| Estació de Santa Coloma (FBG)                     | Línia de Granollers              | |
| Estació de les Rodalies                           | Línia de Mataró, ramal de Marina | Terminal, annexa a l'Estació de França.                                                                                             |
| Estació de Poblenou (MZA)                         | Línia de Mataró, ramal de Marina | |
| Estació de Bogatell (MZA)                         | Línia de Mataró, ramal de Marina | |
| Estació terminal                                  | Línia de Martorell               | Terminal, enfront de Canaletes i el Portal de Isabel II, on actualment hi ha l'estació de Plaça de Catalunya.                       |
| Estació de la Bordeta (TBF)                       | Línia de Martorell               | |
| Estació de Bifurcació Vilanova                    | Línia de Saragossa               | Es pot veure entre les estacions del Clot-Aragó i Arc de Triomf.                                                                    |
| Estació del Nord / Barcelona-Vilanova / Saragossa | Línia de Saragossa               | Altres usos: estació d'autobusos.                                                                                                   |
| Estació de Sant Beltran                           | Línia de Vilanova                | Terminal, a les Hortes de Sant Beltran vora les Drassanes, es va desmantellar quan es van unificar les línies per passar per Sants. |

## Metro de Barcelona
| Nom                              | Inauguració        | Clausura           | Línia | <<                     | >>                     | Observacions |
| -------------------------------- | ------------------ | ------------------ | ----- | ---------------------- | ---------------------- | --- |
| Banc                             | No inaugurada      | No inaugurada      |       | Urquinaona             | Jaume I                | Utilitzada com magatzem de materials de la via. Es diu també que aquesta estació podria haver estat utilitzada per a l'ús per les oficines bancàries de la plaça Antoni Maura. |
| Bordeta                          | 10/06/1926         | 23/12/1983         |       | Plaça de Sants         | Bordeta Cotxeres       | Primera capçalera del tram Bordeta-Catalunya del Metro Transversal. Es va tancar després de l'ampliació a Torrassa, per la seva proximitat a l'estació de Santa Eulàlia.       |
| Bordeta Cotxeres / Santa Eulàlia | 01/07/1932         | 05/07/1980         |       | Bordeta                | Santa Eulàlia (actual) | Es va traslladar a l'actual estació Santa Eulàlia per a permetre la prolongació de la línia.                                                                                   |
| Correus                          | 20/02/1934         | 20/03/1972         |       | Jaume I                | Barceloneta            | Tancada per a permetre la seva prolongació cap a Barceloneta. |
| Ferran                           | 15/04/1946         | 01/03/1968         |       | Liceu                  | Drassanes              | Es va tancar per a permetre la prolongació de la línia i Drassanes quedava massa a prop.                                                                                       |
| Gaudí                            | No inaugurada      | No inaugurada      |       | Sant Pau - Dos de Maig | Sagrada Família        | Es conserva. A causa de l'annexió de la línia II a la línia V no va arribar a inaugurar-se. Tot i quedar en desús, és una de les més ben conservades.                          |
| Travessera                       | No es va construir | No es va construir |       | Diagonal               | Fontana                | A l'altura de la Travessera de Gràcia, per a salvar la gran distància entre les estacions intermèdies, no es va arribar a construir.                                           |

Les següents estacions només es van transformar:
- Espanya (Línia 1). El 1929 comptava amb una tercera andana que va ser utilitzada durant l'Exposició Internacional del mateix any. Posteriorment aquesta andana va servir per a aparcar trens i, finalment, el 1975 va ser transformada en un accés i botigues.
- Universitat (Línia 1). L'estació original es va obrir el 10 de juny de 1926 però va ser tancada el 27 de juliol de 1971 i transformada per etapes per a construir el túnel de Renfe entre la Plaça Catalunya i l'Estació de Sants. Aquesta nova estació es va construir en dos nivells, un per via i va ser inaugurada el 23 de desembre de 1972.
- Catalunya (Línia 1). Encara que l'estació inicial es va obrir al públic el 10 de juny de 1926, va ser tancada aviat i transformada per a permetre la construcció del túnel de Ferrocarrils del Nord entre la Plaça Catalunya i l'Estació del Nord. El 1928 va ser reinaugurada. Després va ser modificada una altra vegada per la construcció d'un vestíbul superior i la separació de les vies de Renfe i del Metro.